# Ernesto Talvi
Ernesto Talvi Pérez (Montevidéu, 10 de junho de 1957) é um economista e político uruguaio, filiado ao Partido Colorado.
Talvi foi o candidato presidencial do Partido Colorado nas eleições gerais de outubro de 2019.